# Phloeolister plegaderoides
Phloeolister plegaderoides är en skalbaggsart som beskrevs av Vienna 1994. Phloeolister plegaderoides ingår i släktet Phloeolister och familjen stumpbaggar. Inga underarter finns listade i Catalogue of Life.